# Edgar Charles Johnston
Edgar Charles Johnston, avstralski častnik, vojaški pilot in letalski as, * 30. april 1896, Perth, † 22. maj 1988, Melbourne.  	
Stotnik Johnston je v svoji vojaški karieri dosegel 20 zračnih zmag.

## Življenjepis
Pred prvo svetovno vojno je študiral geodezijo, a se je po izbruhu vojne aprila 1915 prostovoljno pridružil AIF. Sprva je služil v Egiptu in Galipoliju, dokler ni bil premeščen v RFC. Po usposabljanju je bil dodeljen 24. (pozneje pa 88.) eskadrilji RFC. Med vojno je, skupaj s svojimi opazovalci, dosegel 19 zračnih zmag.
Leta 1919 se je vrnil nazaj v Avstralijo, zaključil študij in pričel delovati v javni upravi. Zaradi njegovega znanja letalstva in geodezije je bil marca 1921 imenoval za superintendanta letališč novoustanovljenega Civil Aviation Branch; tako je bil odgovoren za podelitev licenc vsem privatnim letališčem kot tudi za izbiro mest za gradnjo novih letališč. Tako je izbral lokacijo za letališča Sydney, Adelaide in Melbourne. Poleg nenehnih potovanj po Avstraliji pa je bil odgovoren tudi za vsa dela na letališčih glavnih mest. Septembra 1929 je postal namestnik kontrolorja civilnega letalstva (oddelek za obrambo). S tem položajem pa je bil tudi predstavnik civilnega letalstva v Preiskovalnem komiteju zračnih nesreč. Novembra 1931 je postal v.d. kontrolorja in to vse do leta 1933, ko je postal redni kontrolor civilnega letalstva. Na tem položaju je sodeloval tudi v ustanovitvi avstralskih letalskih prevoznikov. Decembra 1938, ko je bil ustanovljen Oddelek civilnega letalstva (Department of Civil Aviation), je postal pomočnik generalnega direktorja oddelka (zadolžen za transport in pravo). Na tem položaju je ostal do upokojitve leta 1955.
Naslednjih 12 let, do leta 1967, je bil mednarodni svetovalec avstralskega letalskega prevoznika Quantas. Umrl je 24. maja 1988.

## Odlikovanja
- Distinguished Flying Cross (DFC)